# Zobel Lajos
Nagyszentmihályi Zobel Lajos (Németszentmihály, 1854. május 31. –‎ Budapest, 1926. szeptember 27.) magyar építész, a Kereskedelemügyi Minisztérium főtanácsos építésze, miniszteri tanácsos.

## Életpályája
Életéről kevés adat ismert. Theophil Hansen, a bécsi parlament alkotómesterének, és Hauszmann Alajosnak volt tanítványa. Nagy szaktudását és tervezőművészetét a történelmi Magyarország számos pénzügyigazgatósági palotájának és dohánygyárának megtervezésében örökítette meg. A Lágymányosi Dohánygyárral a külföld érdeklődését és elismerését is kivívta. Utolsó alkotása pedig a halála előtt nem sokkal felavatott soproni pénzügyi palota, amely utolsó munkájával Sopronnak, mint családja ősi fészkének akart áldozni. Nagy szaktudásával és puritán jellemével úgy a szakköröknek és hivataltársainak, mint a társadalom széles rétegének őszinte tiszteletét és szeretetét érdemelte ki.
Rövid szenvedés után hunyt el 1926-ban 72 éves korában. A Farkasréti temetőben helyezték nyugalomra.

## Ismert épületei
- 1892: Óbudai Dohánygyár (ma: Flórián Udvar), Budapest, Polgár utca 6-10. (kérdéses szerzőség)[5][6]
- 1896: A Magyar Királyi Dohányjövedék csarnoka, Budapest, Városliget[7] – ideiglenes épület az 1896-os millenniumi ünnepségekre (a kiállítás után elbontották)
- 1908–1910: Pécsi Dohánygyár, Pécs, Dohány u.[8][4][9]
- 1909–1911[10]/1912:[11] Budapest Lágymányosi Magyar Királyi Dohánygyár, Budapest, Budafoki út 59.[12][4]
- 1909–1912: Jézus szíve templom, Tokaj, Kossuth tér 7.[4][13][14]
- 1924–1925: Pénzügyi Palota (ma: Soproni Egyetem Lámfalussy Sándor Közgazdaságtudományi Kar), Sopron, Erzsébet u. 9. (Exler Jenővel közös munka)[15][16][4]
- ?: Pénzügyi Igazgatósági Palota, Zágráb[4] – a 2021-es horvátországi földrengésnél gipszvázái és ezek talapzatai az alattuk parkoló autókra zuhantak[17]

1905-ben az ő és Zobel F. Ernő tervei alapján építették át a budapesti Nőegylet-házát (Budapest, Úri utca 38.)

## Képtár

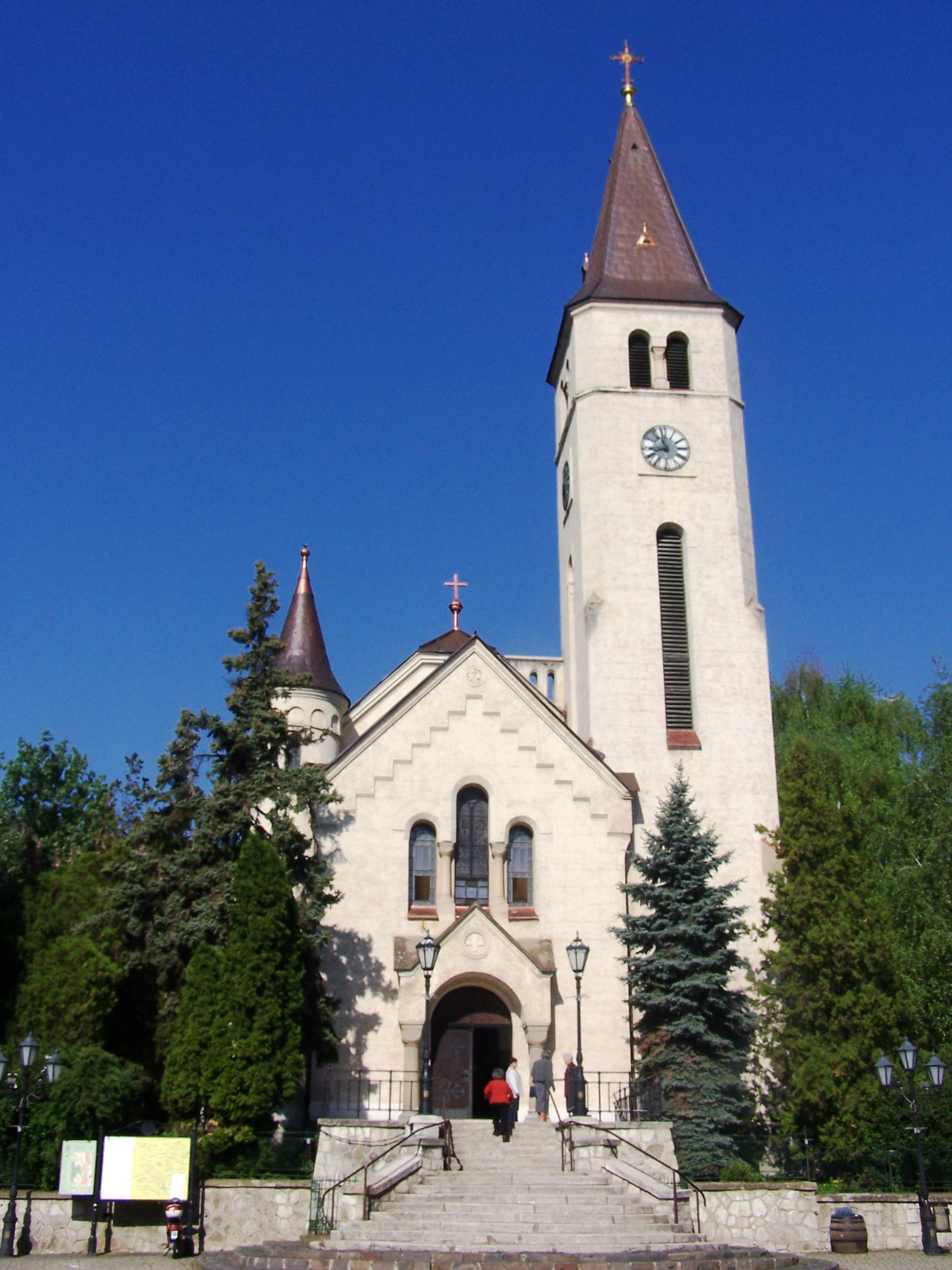
Jézus szíve templom, Tokaj
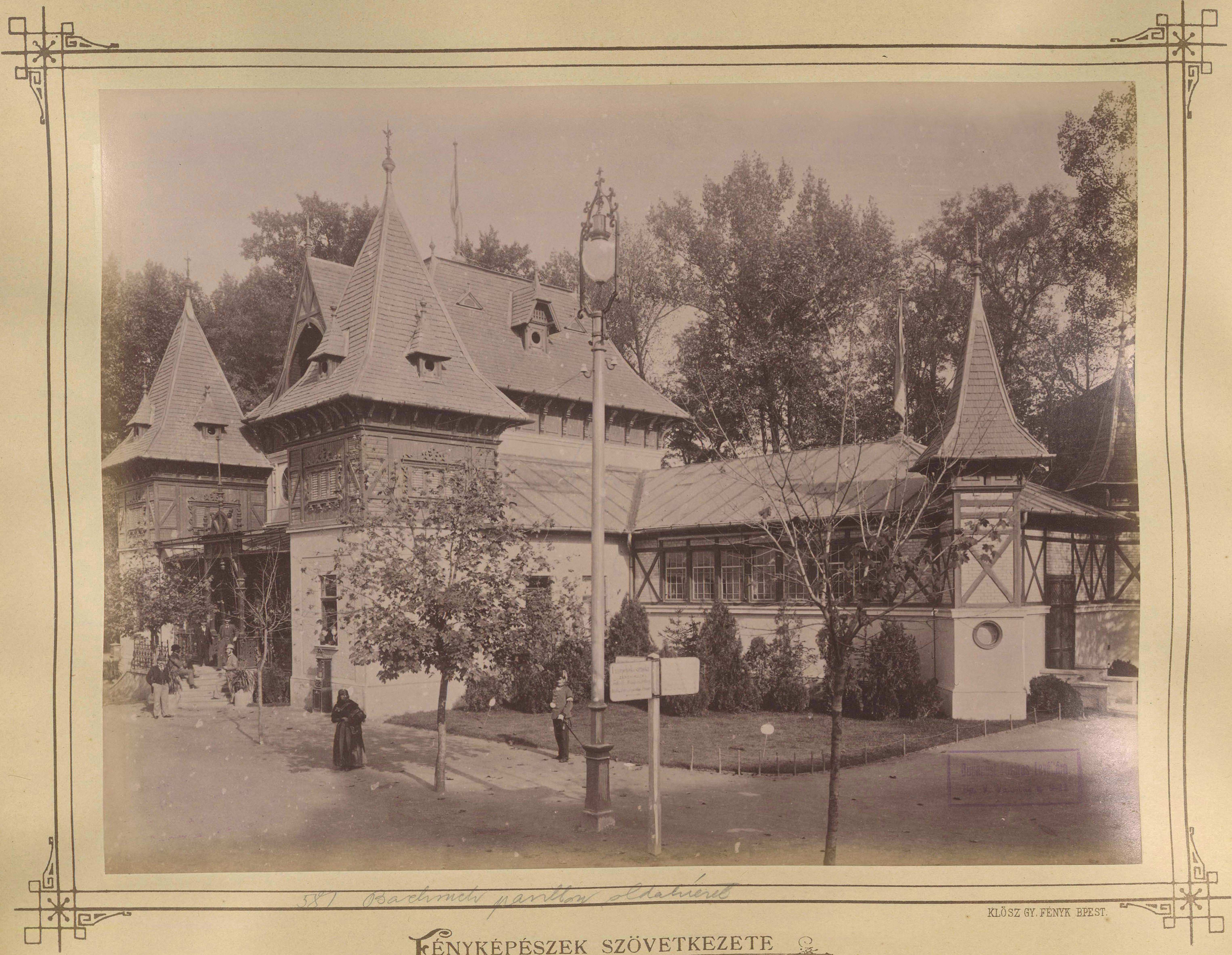
A Magyar Királyi Dohányjövedék csarnoka, Budapest
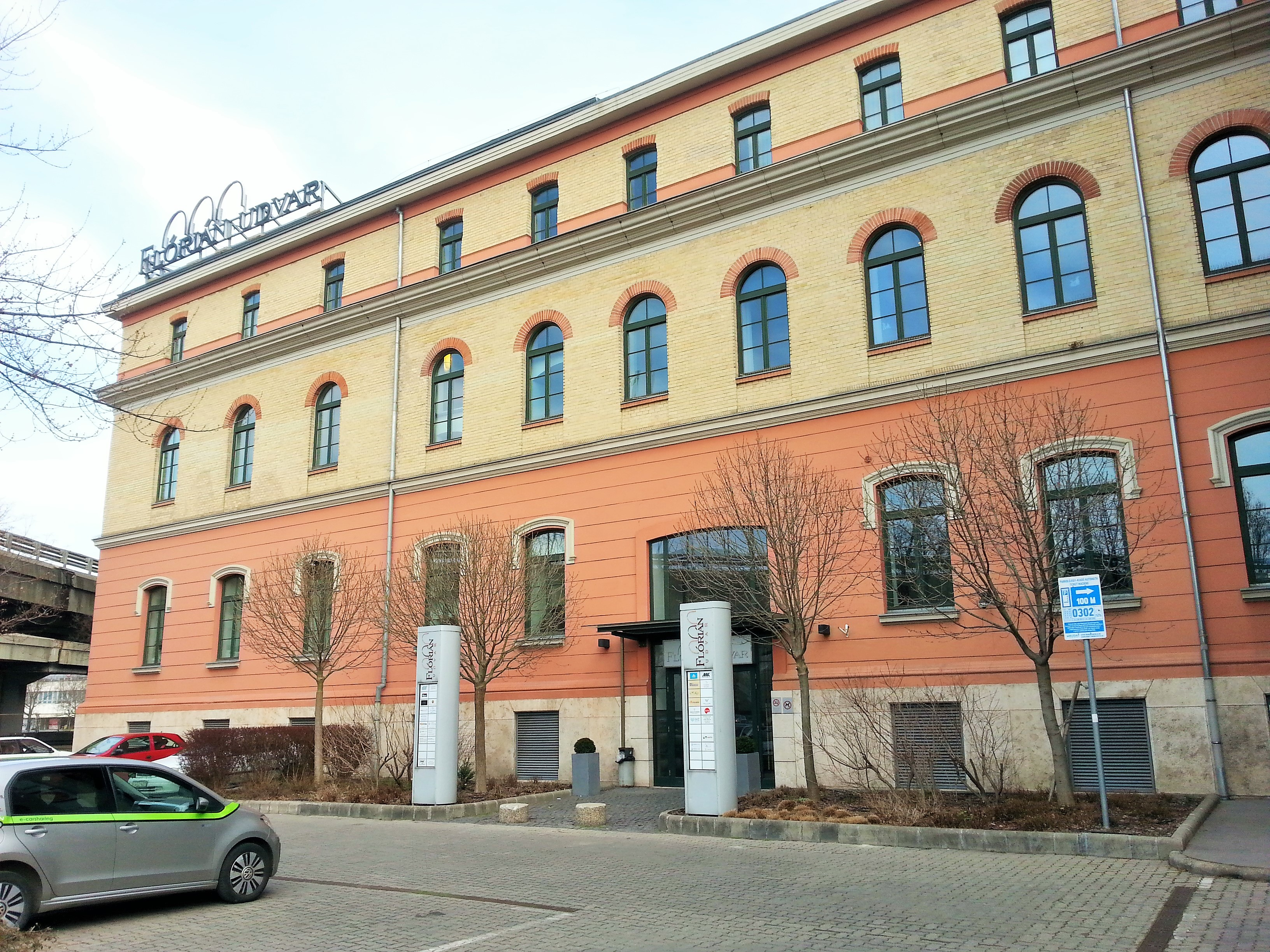
Óbudai Dohánygyár, Budapest (részlet)
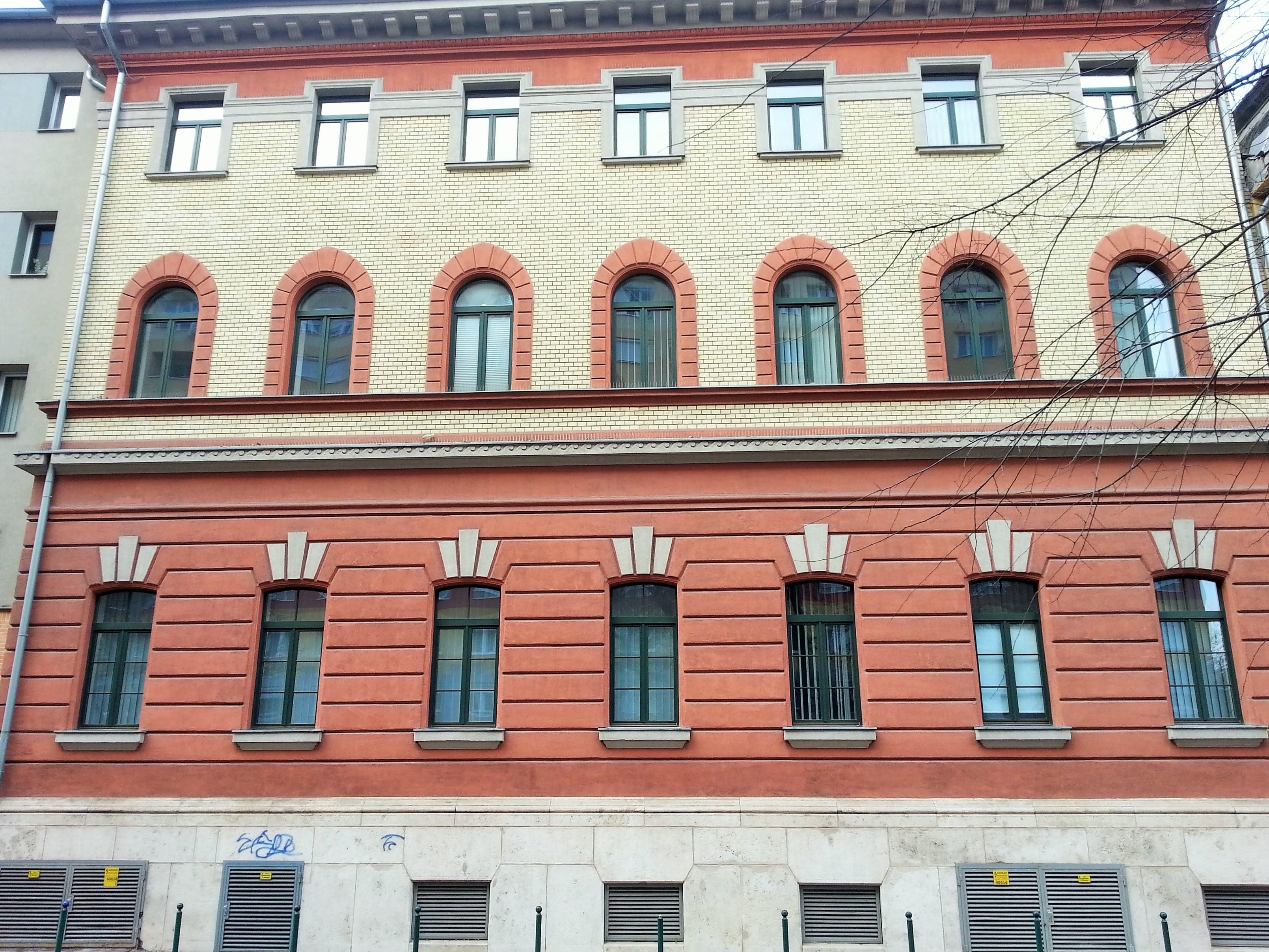
Óbudai Dohánygyár, Budapest (részlet)
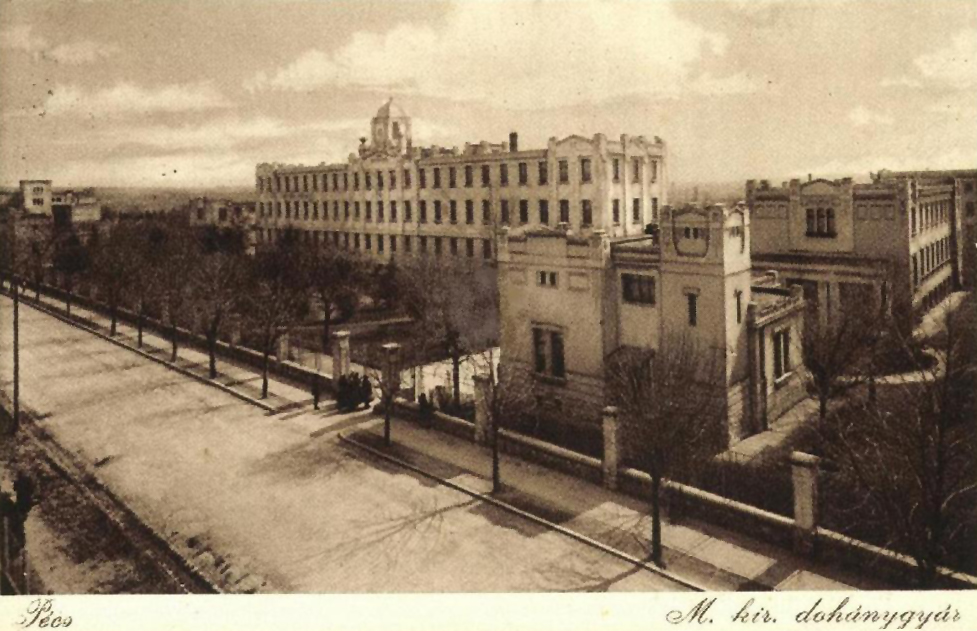
Dohánygyár, Pécs (archív felvétel)
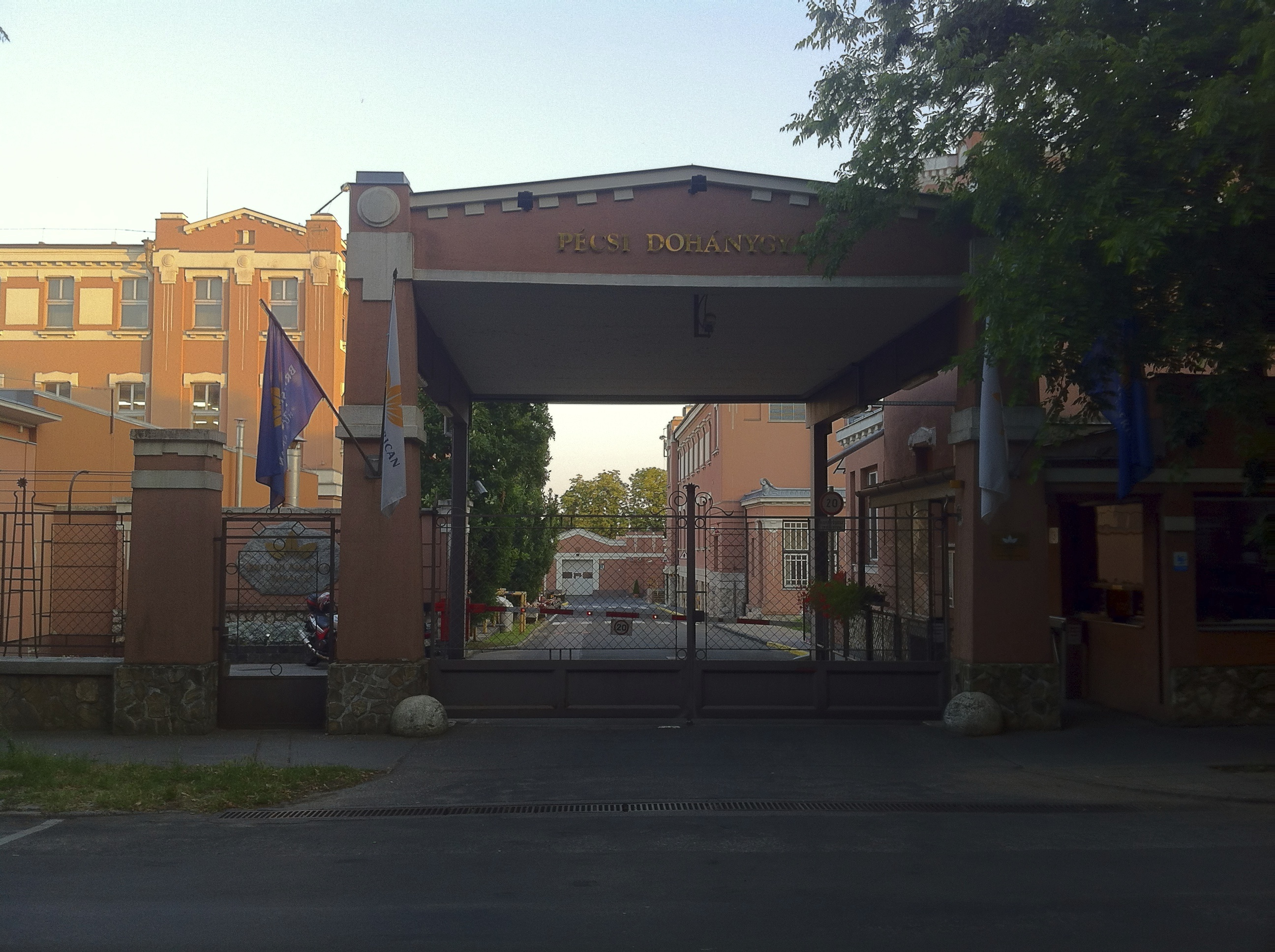
Dohánygyár, Pécs
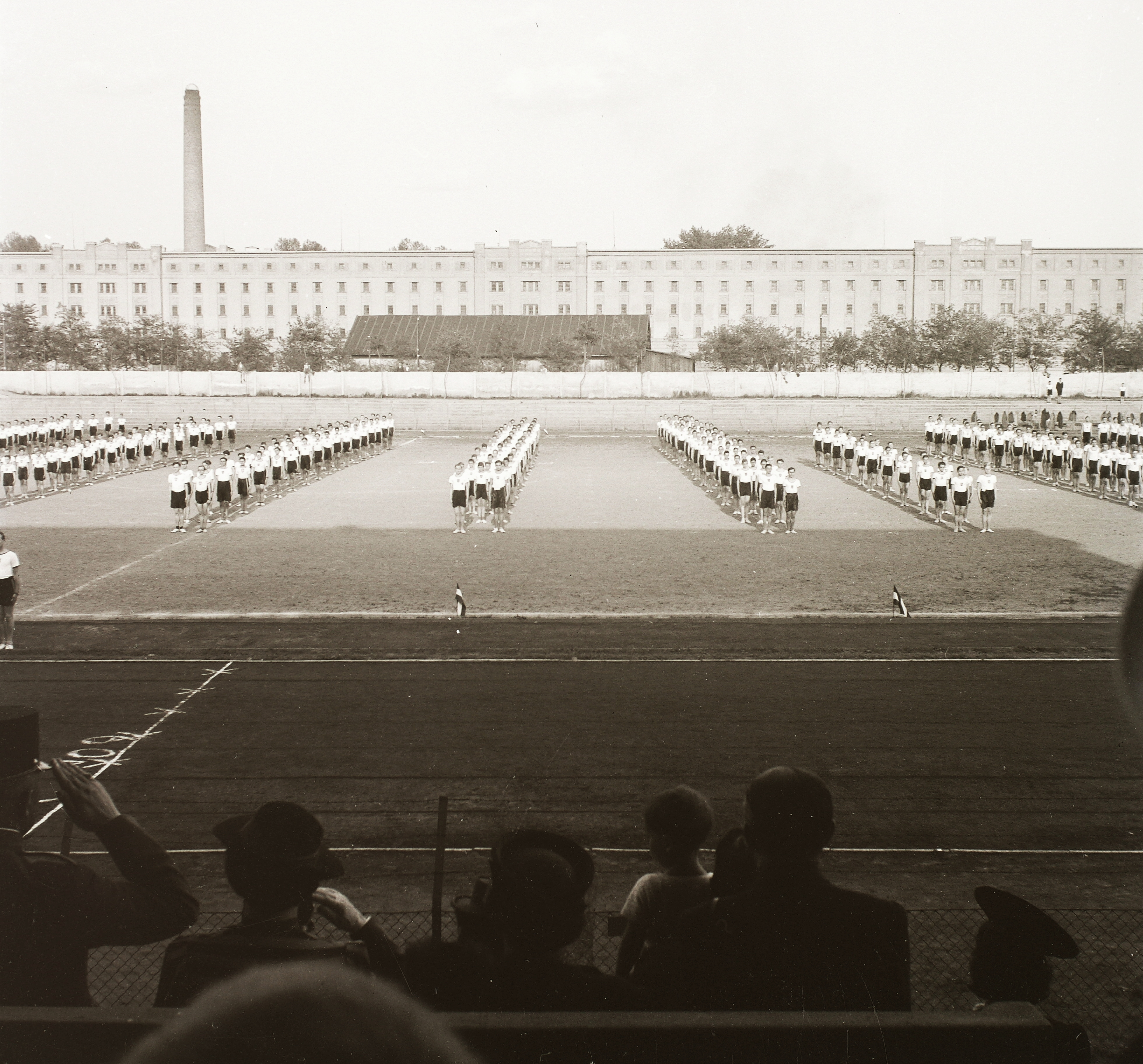
Lágymányosi Dohánygyár, Budapest (archív felvétel)
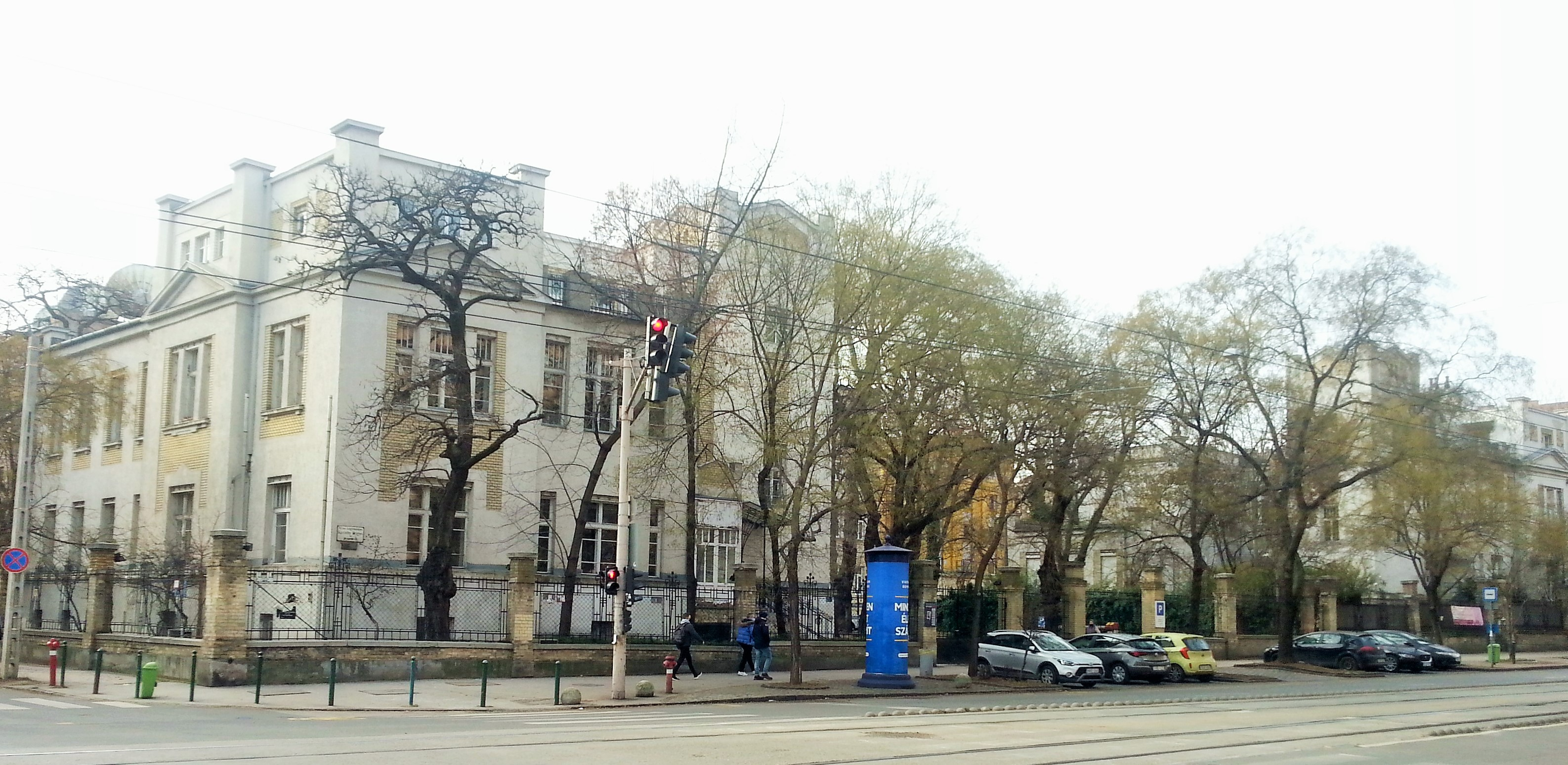
Lágymányosi Dohánygyár, Budapest
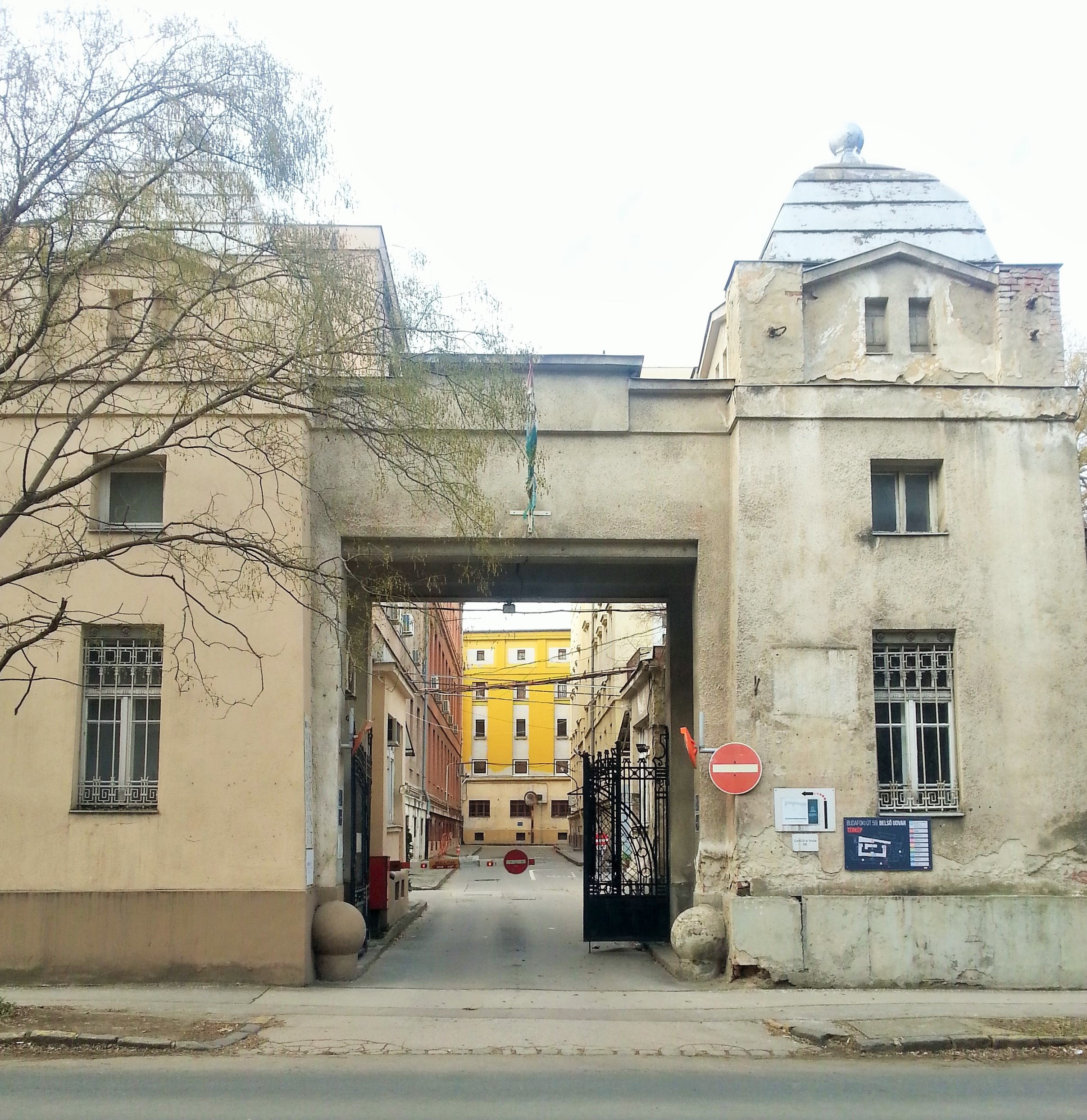
Lágymányosi Dohánygyár, Budapest (főkapu)
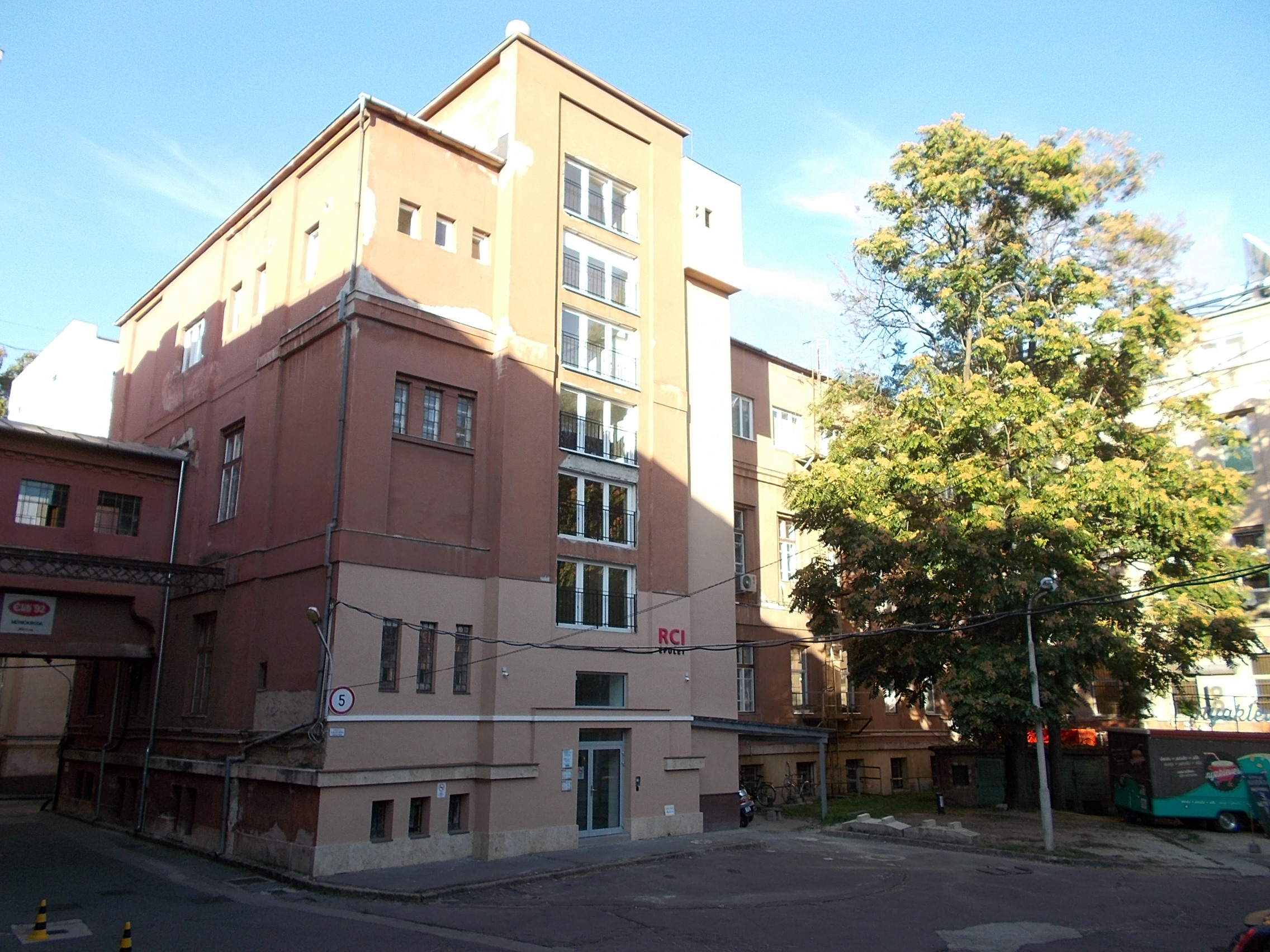
Lágymányosi Dohánygyár, Budapest (belső rész)
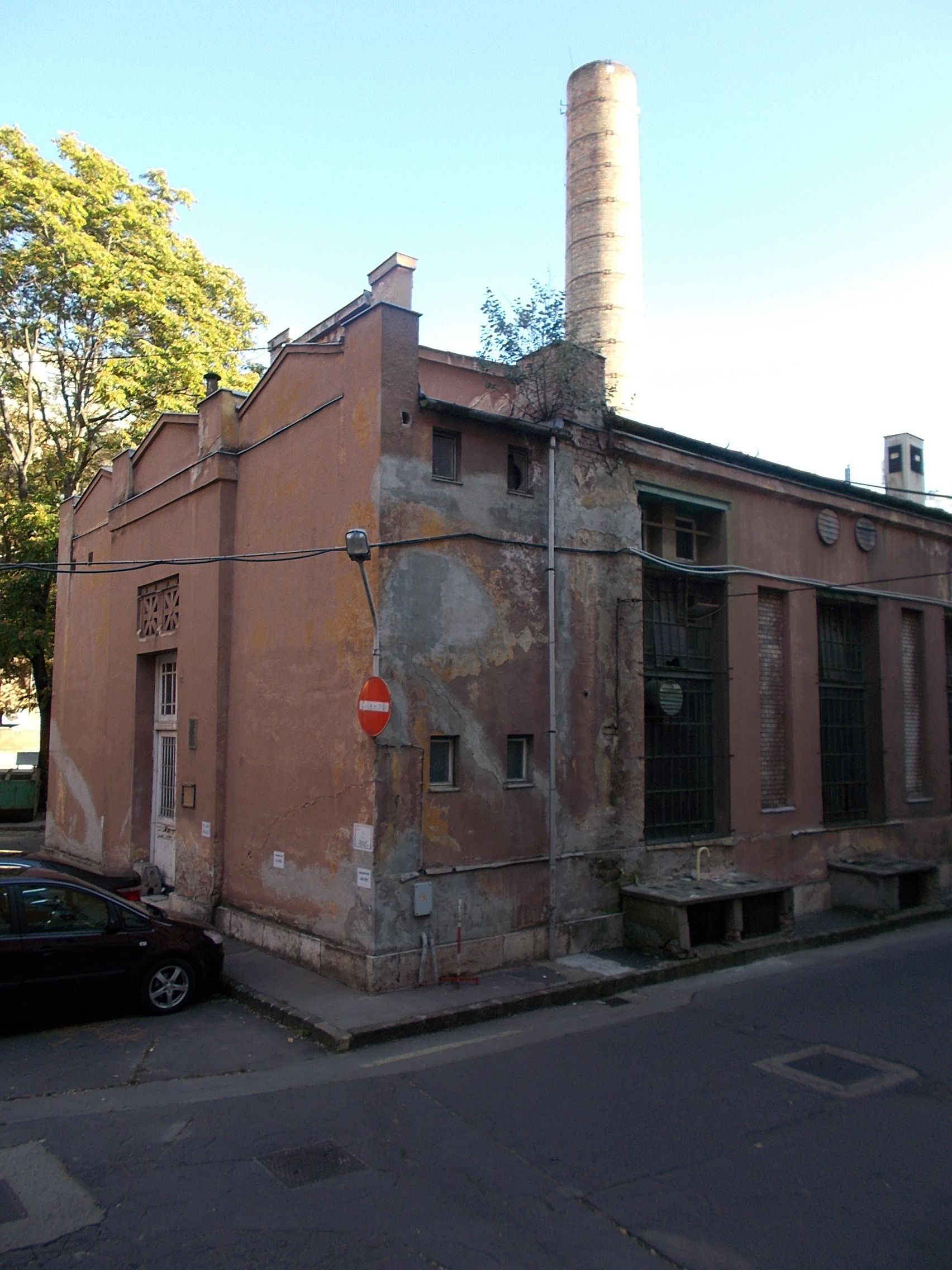
Lágymányosi Dohánygyár, Budapest (belső rész)
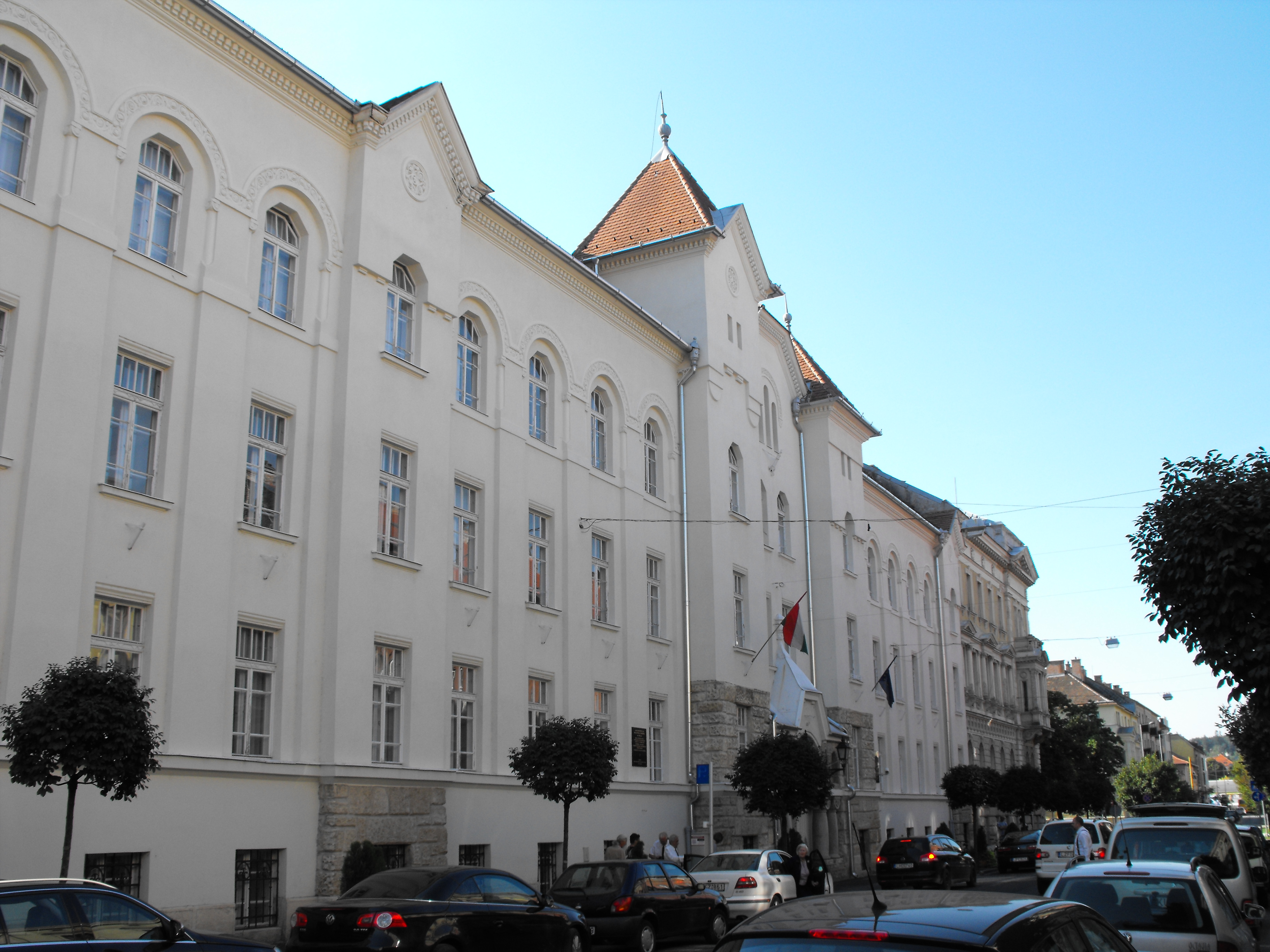
Pénzügyi palota, Sopron